# The End Is the Beginning Is the End
"The End Is the Beginning Is the End" là nhạc phẩm từng đoạt giải Grammy năm 1998, nó được viết và trình bày bởi ban nhạc alternative rock The Smashing Pumpkins. Đây là nhạc phẩm đầu tiên mà nhóm đã phát hành dưới dạng đĩa đơn sau album Mellon Collie and the Infinite Sadness được ra mắt vào năm 1995. Nó cũng là đĩa đơn đầu tiên có sự tham gia của tay trống Matt Walker, người sau này đã thực hiện một số bản nhạc trong album Adore của nhóm và album solo của thành viên James Iha, Let It Come Down.
Đã đơn gồm 3 bài hát và 2 trong số đó được dùng làm nhạc nền cho 2 bộ phim Batman & Robin (2005) và Wacthmen (2009).

## Bài hát
Phần lời của đĩa đơn được sáng tác hoàn toàn bởi thành viên Billy Corgan, với ý nghĩa để đại diện cho Batman trong bộ phim về nhân vật này vào năm 1940
Rất nhiều fans hâm mộ thấy rằng tiếng guitar metal và nhạc điện tử- có trong phần âm thanh của "The End Is the Beginning Is the End", được Smashing Pumpkins tiếp tục sử dụng trong các album tiếp theo của họ, thành viên Corgan nói về phần hòa âm này như sau: "Có lẽ bạn sẽ thích những gì mong chờ từ chúng tôi trong tương lai." Tuy nhiên, âm thanh mạnh từ tiếng guitar của "The End Is the Beginning Is the End" không xuất hiện nhiều trong album Adore tiếp theo của nhóm.
Mặc dù nhạc phẩm đã chiến thắng giải Grammy và là nhạc nền trong bộ phim đình đám Batman & Robin, "The End Is the Beginning Is the End" lại không có sức tiêu thụ mạnh tại thị trường Hoa Kỳ. Trong khi đó, nó được đón nhận bởi đài phát thanh về rock cũng tại nước này. Đặc biệt, ca khúc nhận được nhiều thành công trên bảng xếp hạng của các quốc gia khác, từng nắm giữ vị trí topten của cả hai bảng xếp hạng lớn là Australian và UK Singles Charts. Ban nhạc đã từng một vài lần biểu diễn trực tiếp ca khúc trong thời gian phát hành vào năm 1997 nhưng đó là những lần duy nhất.
Từ sau khi đĩa đơn và video được phát hành bởi Warner Bros. Records, The Smashing Pumpkins không còn quyền phát hành nó nữa, vì vậy họ vắng mặt trong giải Greatest Hits của DVD và CD.

## Video âm nhạc
Phần video âm nhạc được thực hiện bới các đạo diễn Jonathan Dayton, Valerie Faris và Joel Schumacher. Các thành viên The Pumpkins trong trang phục giống như Batman, lấy cảm hứng hình ảnh từ bộ phim Batman & Robin. Video này được chú ý vì là một trong 2 video của Smashing Pumpkins có một tay trống khác xuất hiện bên cạnh Jimmy Chamberlin (Kenny Aronoff có mặt thoáng qua trong video"Perfect") và là video duy nhất có mặt tay trống Matt Walker trước khi anh rời nhóm. Video cũng được đề cử giải MTV Video Music Awards cho hạng mục Biên tập xuất sắc nhất, Kĩ thuật quay phim xuất sắc nhất, Video đột phá nhất và Đạo diễn xuất sắc nhất.
Phần music video cho ca khúc cũng xuất hiện trong DVD thứ hai của Batman and Robin: Special Edition (còn gọi là Batman: The Motion Picture Anthology 1989–1997 gồm 8 DVD), phát hành vào tháng 10 năm 2005.

## Phiên bản khác
Đĩa đơn gồm 3 phiên bản của bài hát, với 3 tựa đề khác nhau. "The Guns of Love Disastrous" là bản nhạc được phối dựa trên các track lấy cảm hứng từ nhạc điện tử, trong khi "The Ethers Tragic" chỉ gồm các tiếng đàn guitar. "The Beginning Is The End Is The Beginning" là bản có giai điệu chậm nhất, nó là bản ít mang hơi hướng rock và phần lời cũng đuọc chỉnh sửa nhưng vẫn giữ lại những đoạn điệp khúc. Phiên bản này xuất hiện trong soundtrack của "Batman & Robin".
Năm 2009, "The Beginning Is the End Is the Beginning" được sử dụng làm trailer cho bộ phim Watchmen. Sự xuất hiện của nó trong trailer đã giúp ca khúc lọt vào Top 100 iTunes suốt mùa hè năm 2008, Và Smashing Pumpkins đã thêm phiên bản này vào tour lưu diễn của họ trong tháng 8. Ban nhạc đã trình diễn "The Beginning Is the End Is the Beginning" xuyên suốt chuyến lưu diễn năm 2008 của họ.
Trước khi đưa nó vào trong trailer, nó là "một phiên bản của bài hát dường như không nhận được nhiều sự chú ý", nhưng sau cùng Corgan phát hiện ra, "[Nhất định] với bước nhảy lớn trong lượt trực tuyến, dường như nó đã chỉ ra giá trị nó cho chúng ta và cho bộ phim".

## Track listing
Tất cả các ca khúc được viết bởi Billy Corgan.
| STT | Nhan đề                                     | Thời lượng |
| --- | ------------------------------------------- | ---------- |
| 1.  | "The End Is the Beginning Is the End"       | 5:09       |
| 2.  | "The Beginning Is the End Is the Beginning" | 5:04       |
| 3.  | "The Ethers Tragic"                         | 2:47       |
| 4.  | "The Guns of Love Disastrous"               | 4:11       |

### Remixes
| STT | Nhan đề                                                                                            | Thời lượng |
| --- | -------------------------------------------------------------------------------------------------- | ---------- |
| 1.  | "The End Is the Beginning Is the End (Stuck in the Middle with Fluke Vox Mix)"                     | 6:44       |
| 2.  | "The End Is the Beginning Is the End (Stuck in the Middle with Fluke Alternative Mix)"             | 5:39       |
| 3.  | "The End Is the Beginning Is the End (Rabbit in the Moon's Melancholy & the Infinite Madness Mix)" | 9:28       |
| 4.  | "The End Is the Beginning Is the End (Hallucination's Gotham Ghetto Beats)"                        | 6:15       |
| 5.  | "The End Is the Beginning Is the End (Rabbit in the Moon's Infinite Radio Edit)"                   | 5:13       |

## Phiên bản phòng thu
- Album Version – 5:09
- Fluke Vox Mix – 6:44
- Stuck in the Middle with Fluke Alternative Mix – 5:39
- Stuck in the Middle With Fluke Instrumental – 6:43(Promo only)[9]
- Rabbit in the Moon's Melancholy & the Infinite Madness Mix – 9:28
- Rabbit in the Moon's Melancholy & the Infinite Dub – 7:56(Promo only)[9]
- Hallucination's Gotham Ghetto Beats – 6:16
- Rabbit in the Moon's Infitie Radio Edit – 5:13

## Bảng xếp hạng
| Bảng xếp hạng                    | Vị trí cao nhất |
| -------------------------------- | --------------- |
| U. S. Hot Dance Club Songs       | 34              |
| U.S. Billboard Rock Songs        | 12              |
| U.S. Billboard Alternative Songs | 4               |
| French Singles Chart             | 41              |
| Austrian Singles Chart           | 40              |
| New Zealand Singles Chart        | 6               |
| Australian Singles Chart         | 10              |
| Norwegian Singles Chart          | 5               |
| Swedish Singles Chart            | 19              |
| Belgian Singles Chart            | 37              |
| Finnish Singles Chart            | 7               |
| Dutch Singles Chart              | 74              |
| Swiss Singles Chart              | 37              |
| UK Singles Chart                 | 10              |